# Affentor (Skulptur)

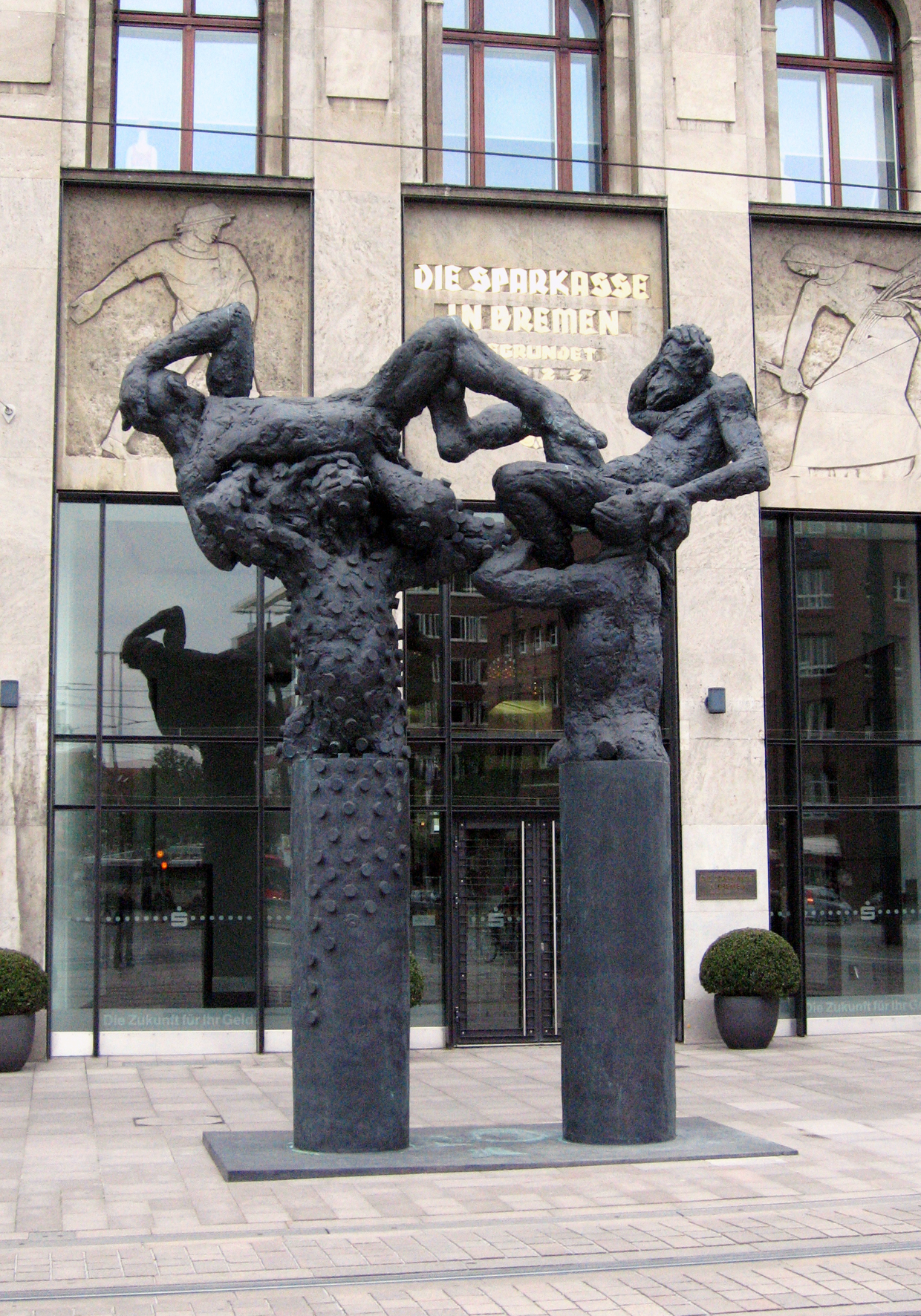
Affentor

Die Skulptur Affentor steht seit 2007 in Bremen-Mitte auf dem Platz Am Brill vor der ehem. Sparkasse am Brill. Sie wird in der Liste der Denkmale und Standbilder der Stadt Bremen geführt. 
Die Skulptur aus Bronze, 6,25 m × 3,8 m × 2 m groß, stammt vom Bildhauer Jörg Immendorff (Düsseldorf). Der Künstler stellte in der Form eines Tores vier Affen dar. Das Landesamt für Denkmalpflege Bremen bemerkte dazu: „Das Motiv des Affen verwendet Immendorff sowohl in seinem plastischen als auch in seinem malerischen Werk als Metapher für Selbstironie, Clownerie und die Rolle des Künstlers in der Gesellschaft.“ Fasziniert vom Thema Affe befinden sich an anderen Orten wie in Düsseldorf, Hofheim am Taunus, Salzburg, Klagenfurt und auch in China Werke von ihm mit dem Affenthema.
Von Immendorff stammte in Bremen noch eine Affenskulptur auf dem Bremer Bahnhofsplatz, die hier als Leihgabe von 2007 bis 2012 stand.

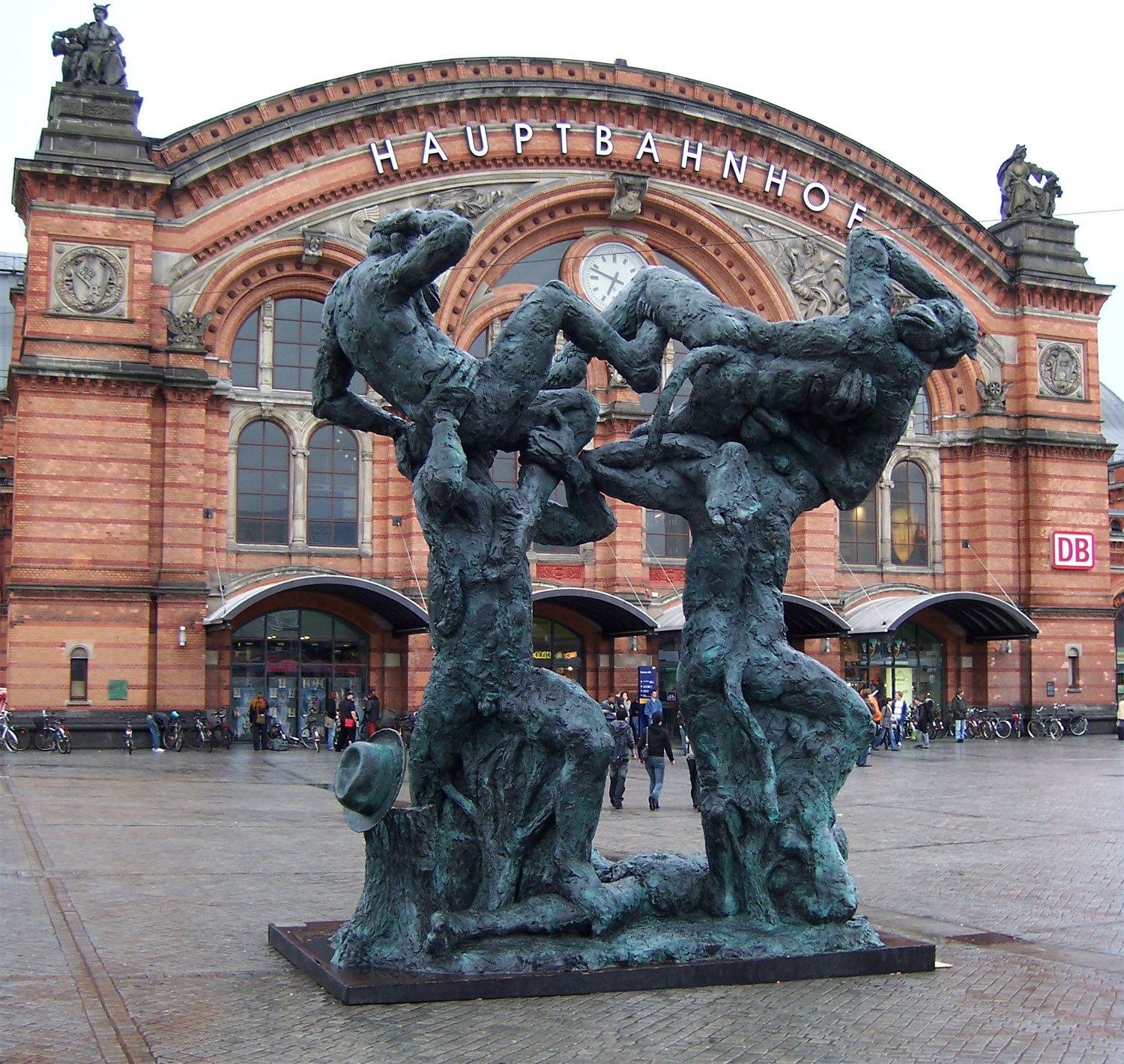
Affentor I, Jörg Immendorff, 2007 Bahnhofsplatz Bremen

Mit rund 60 Bildern, Skulpturen und Zeichnungen stellte 2007 die Ausstellung weiter glühen in der Weserburg die große Künstlerperson Immendorff vor.
In Frankfurt am Main wird übrigens das südlichste Stadttor Affentor genannt.